# Аґілар
Аґіла́р (ісп. Aguilar) — велике свинцево-цинкове рудне поле в Аргентині у провінції Жужуй поблизу селища Ель-Агілар. Включає родовища скарнового типу: Аґілар (найбільше), Есперанса, Ор'єнте.

## Характеристика
Орудніння пов'язане з екзоконтактом штоку лужних гранітів кайнозойського віку, який прориває товщу вапнякових кварцитів, що перешаровуються, мармуризованих вапняків, глинистих сланців та роговиків кембрію. Рудоносна товща потужністю 400 м простягається вздовж великого тектонічного порушення на 1000 м. Відмічається сім рудоносних горизонтів. Рудні тіла пластоподібної форми (потужність до 25 м, довжина до 150 м) ускладнені серією розривних порушень і простежуються на глибині 750 м. Зруденіння надто нерівномірне. В жилах представлені кварц, ґранат, кальцит, родоніт, воластоніт, діопсид. Рудні мінерали: сфалерит, ґаленіт, пірит, халькопірит, молібденіт, фрейбергіт, арсенопірит. Текстура руд масивна, смугаста, брекчієподібна. Запаси руди 10 млн т при вмісті Pb 11,5 %, Zn 16,3 %, Ag 279 г/т.